# Spółgłoska zwarta dziąsłowa bezdźwięczna
Spółgłoska zwarta dziąsłowa bezdźwięczna – rodzaj dźwięku spółgłoskowego występujący w językach naturalnych, oznaczany w międzynarodowej transkrypcji fonetycznej IPA symbolem [t].

## Artykulacja

### Opis
W czasie artykulacji tej spółgłoski:
- modulowany jest strumień powietrza wydychany z płuc, czyli jest to spółgłoska płucna egresywna
- tylna część podniebienia miękkiego zamyka dostęp do jamy nosowej, jest to spółgłoska ustna
- prąd powietrza w jamie ustnej uchodzi wzdłuż środkowej linii języka – spółgłoska środkowa
- język dotyka dziąseł – jest to spółgłoska dziąsłowa. W zależności od tego, czy kontaktu dokonuje spodnia powierzchnia, czy czubek języka, mówimy o spółgłosce apikalnej [t̺] lub laminalnej [t̻].
- dochodzi do całkowitego zablokowania przepływu powietrza przez jamę ustną i nosową, a następnie do przerwania utworzonej blokady i wybuchu (plozji) – jest to spółgłoska zwarta
- wiązadła głosowe nie drgają, spółgłoska ta jest bezdźwięczna

### Warianty
Opisanej powyżej artykulacji może towarzyszyć dodatkowo:
- wzniesienie środkowej części grzbietu języka w stronę podniebienia twardego, jest to wtedy spółgłoska zmiękczona (spalatalizowana): [tʲ]
- wzniesienie tylnej części grzbietu języka w kierunku podniebienia tylnego, jest to wtedy spółgłoska welaryzowana: [tˠ]
- przewężenie w gardle, jest to wtedy spółgłoska faryngalizowana: [tˤ]
- zaokrąglenie warg, jest to wtedy spółgłoska labializowana: [tʷ]

Spółgłoska może być wymówiona:
- z rozwarciem bez plozji, jest to wtedy spółgłoska bez plozji: [t̚].
- z silnym przydechem (aspiracją), jest to wtedy spółgłoska przydechowa (aspirowana): [tʰ]

### Przykłady
- spółgłoska apikalna:
  - w języku angielskim: time [taɪm] „czas”
  - w języku niemieckim: Tochter [tɔxtɐ] „córka”
- spółgłoska laminalna:
  - w języku francuskim: tordu [tɔʀdy] „zakrzywiony”
- spółgłoska koronalna:
  - w języku polskim: tak [tak]